# Nicolai Müller
Nicolai Müller (Lohr am Main, 25 september 1987) is een Duits voetballer die doorgaans als vleugelspeler speelt. Hij verruilde Hamburger SV in juli 2018 transfervrij voor Eintracht Frankfurt. Müller debuteerde in 2013 in het Duits voetbalelftal.

## Clubcarrière
Müller speelde in de jeugd bij TSV Wernfeld, Eintracht Frankfurt en SpVgg Greuther Fürth. Op 2 maart 2007 maakte hij zijn profdebuut voor Fürth tegen Augsburg. In januari 2009 werd hij voor zes maanden uitgeleend aan SV Sandhausen. Hij speelde in totaal 69 wedstrijden voor Fürth, waarin hij 13 doelpunten scoorde. In juli 2011 tekende hij een vierjarig contract bij FSV Mainz 05, dat een bedrag van 1,8 miljoen euro op tafel legde voor hem

## Interlandcarrière
Müller debuteerde op 29 mei 2013 in het Duits voetbalelftal, in een oefeninterland tegen Ecuador. Hij viel na 88 minuten in voor Lukas Podolski. Op 2 juni 2013 viel hij in de oefeninterland tegen Verenigde Staten een kwartier voor tijd in voor Miroslav Klose.
1 Trapp  ·
3 Theate ·
4 Koch ·
5 Amenda ·
6 Højlund ·
7 Marmoush ·
8 Chaïbi ·
9 Matanović ·
11 Ekitike ·
13 Kristensen ·
15 Skhiri ·
16 Larsson ·
18 Dahoud ·
19 Bahoya ·
20 Uzun ·
21 Brown ·
22 Chandler ·
23 Lisztes ·
26 Ebimbe ·
27 Götze ·
28 Wenig ·
29 Nkounkou ·
33 Grahl ·
34 Collins ·
35 Tuta ·
36 Knauff ·
37 Santos ·
41 Onguéné ·
44 Bautista ·
45 Loune ·
47 Fenyő ·
Coach: Toppmöller
· Keeperstrainer: Zimmermann